# Aquamanile
Ein Aquamanile (auch Aquaemanale, Aquimanile, Aquiminale und Aquiminarium) ist ein Gefäß zur Handwaschung, entweder bei liturgischen Handlungen (dann zumeist aus Metall) oder im weltlichen Bereich vor den Mahlzeiten (dann teilweise auch aus keramischem Material). Es existieren zoomorphe und anthropomorphe Gießgefäße. Dargestellt werden meist Tiergestalten und Fabelwesen, aber auch Ritter in voller Rüstung sind zu finden.

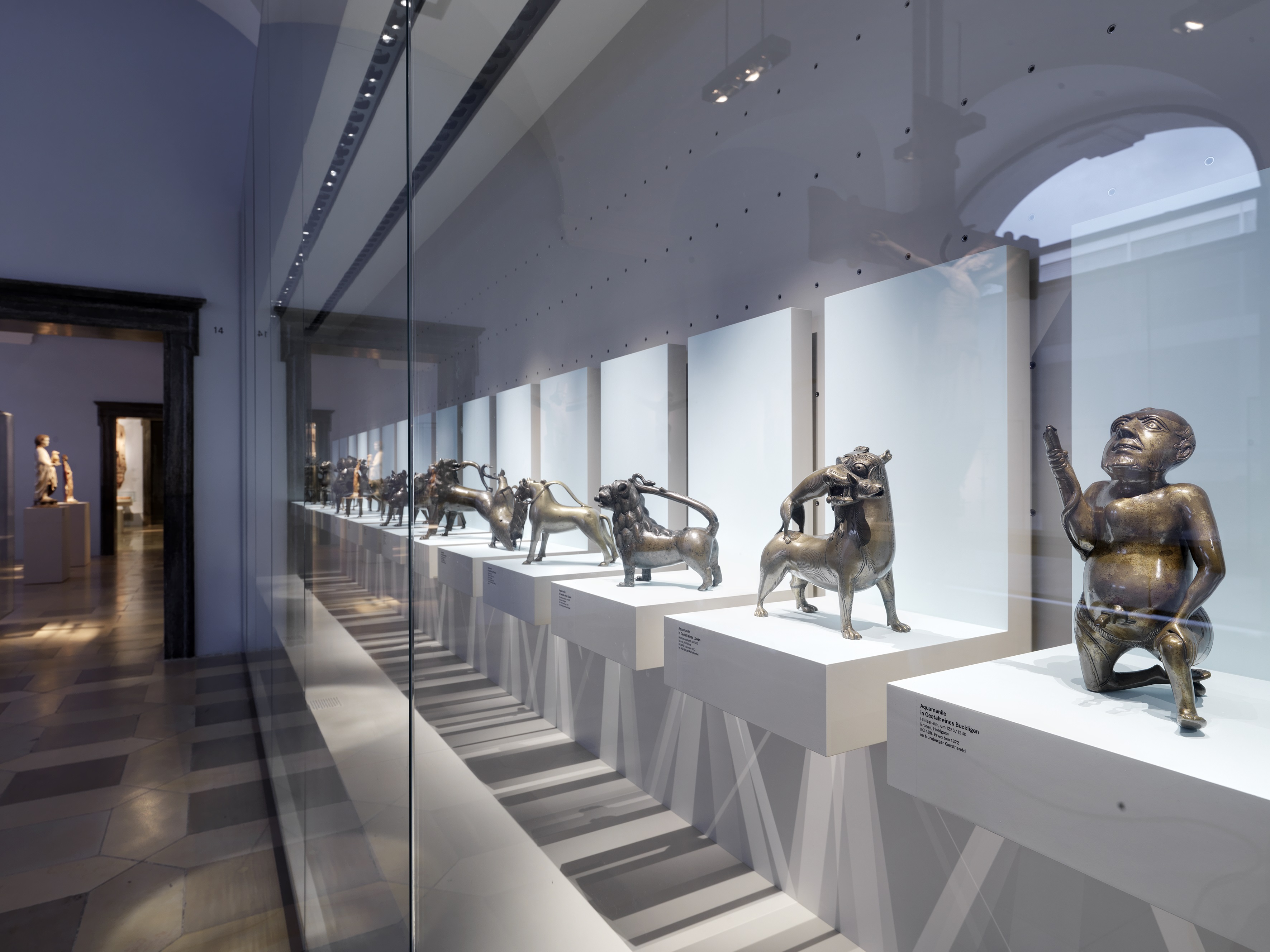
Mittelalterliche Aquamanilen, Germanisches Nationalmuseum in Nürnberg
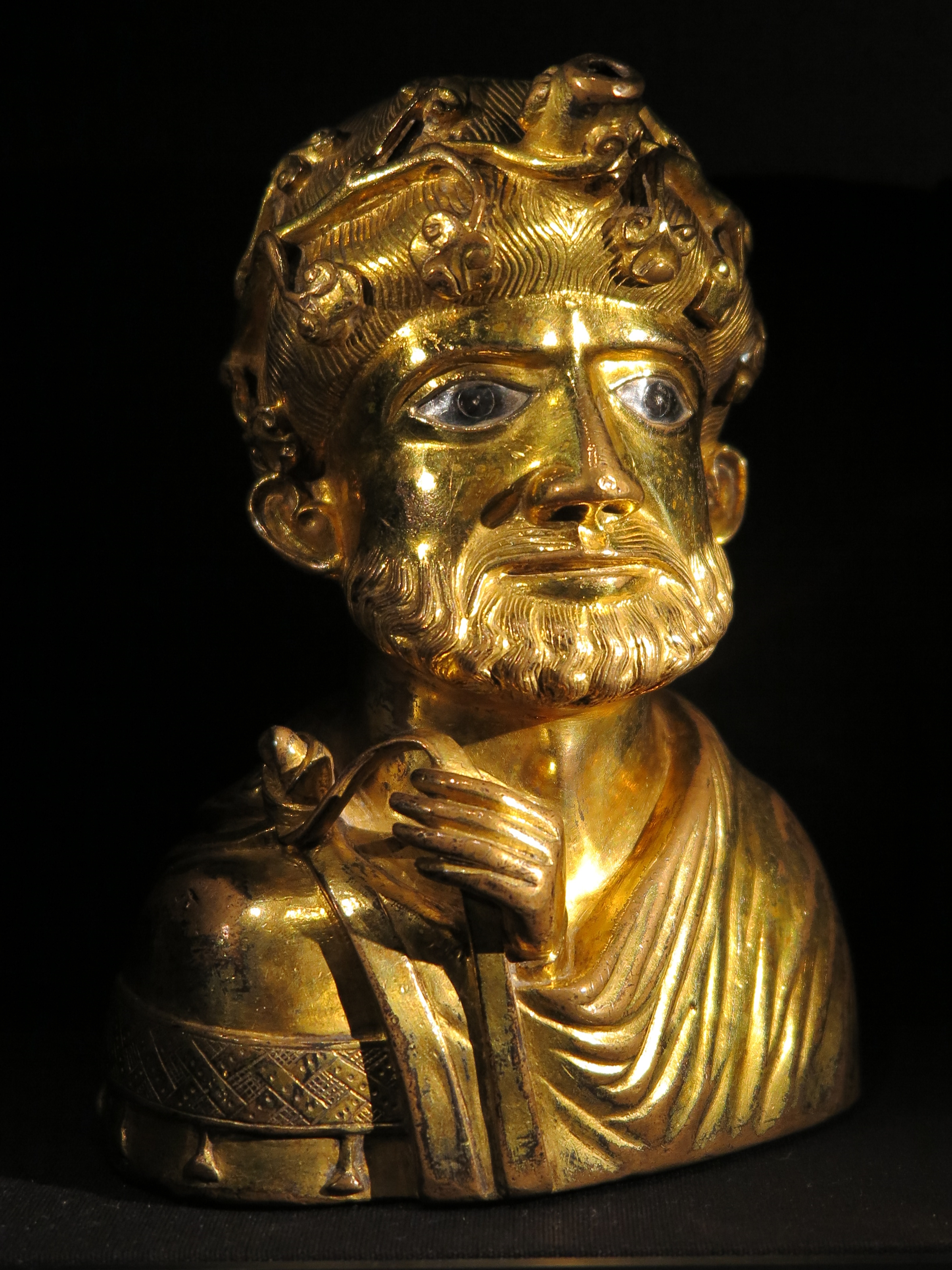
Aquamanile um 1170/80, Aachener Domschatzkammer
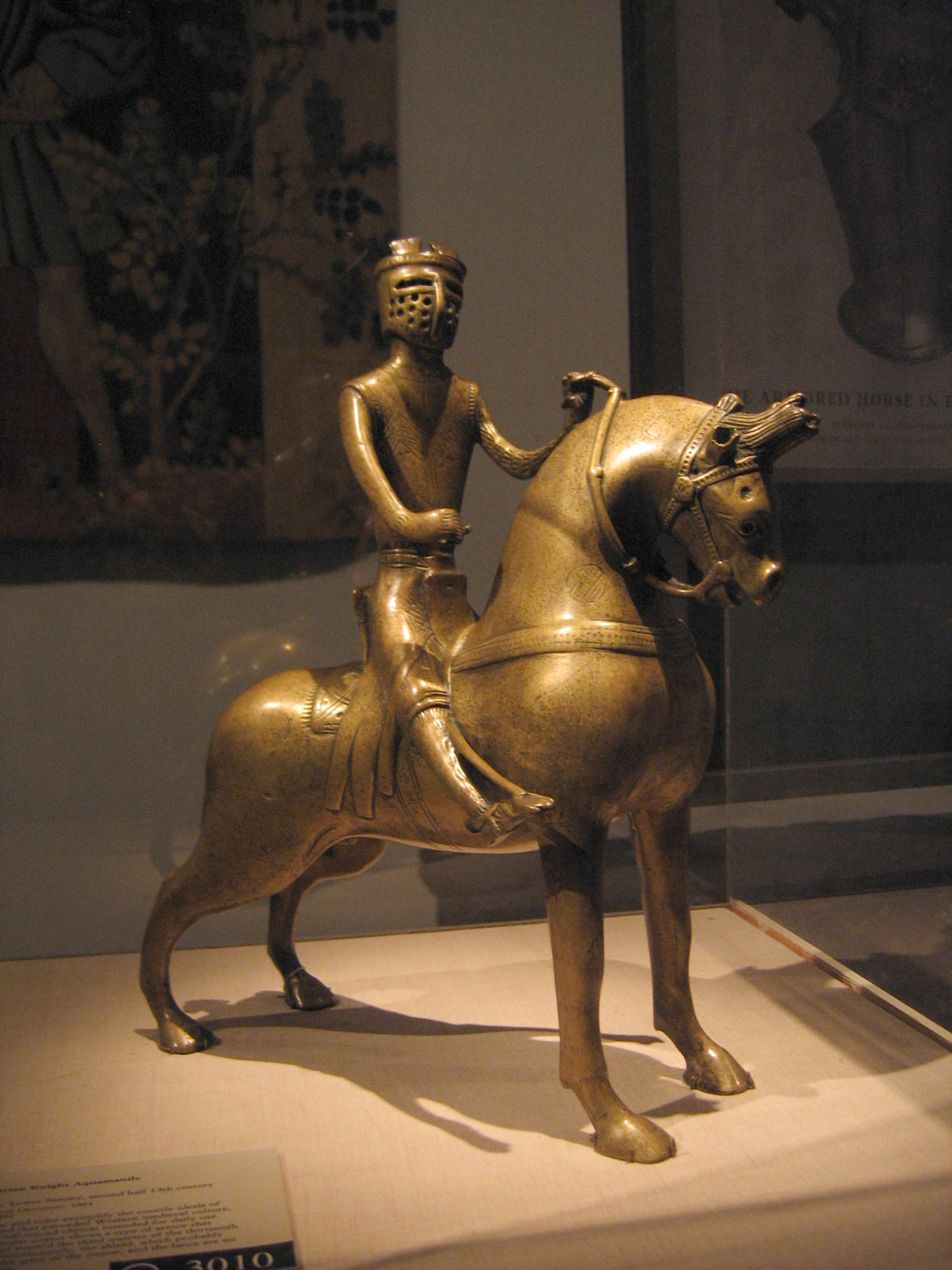
Bronze-Aquamanile, Niedersachsen, 2. Hälfte 13. Jahrhundert. Metropolitan Museum of Art, New York City
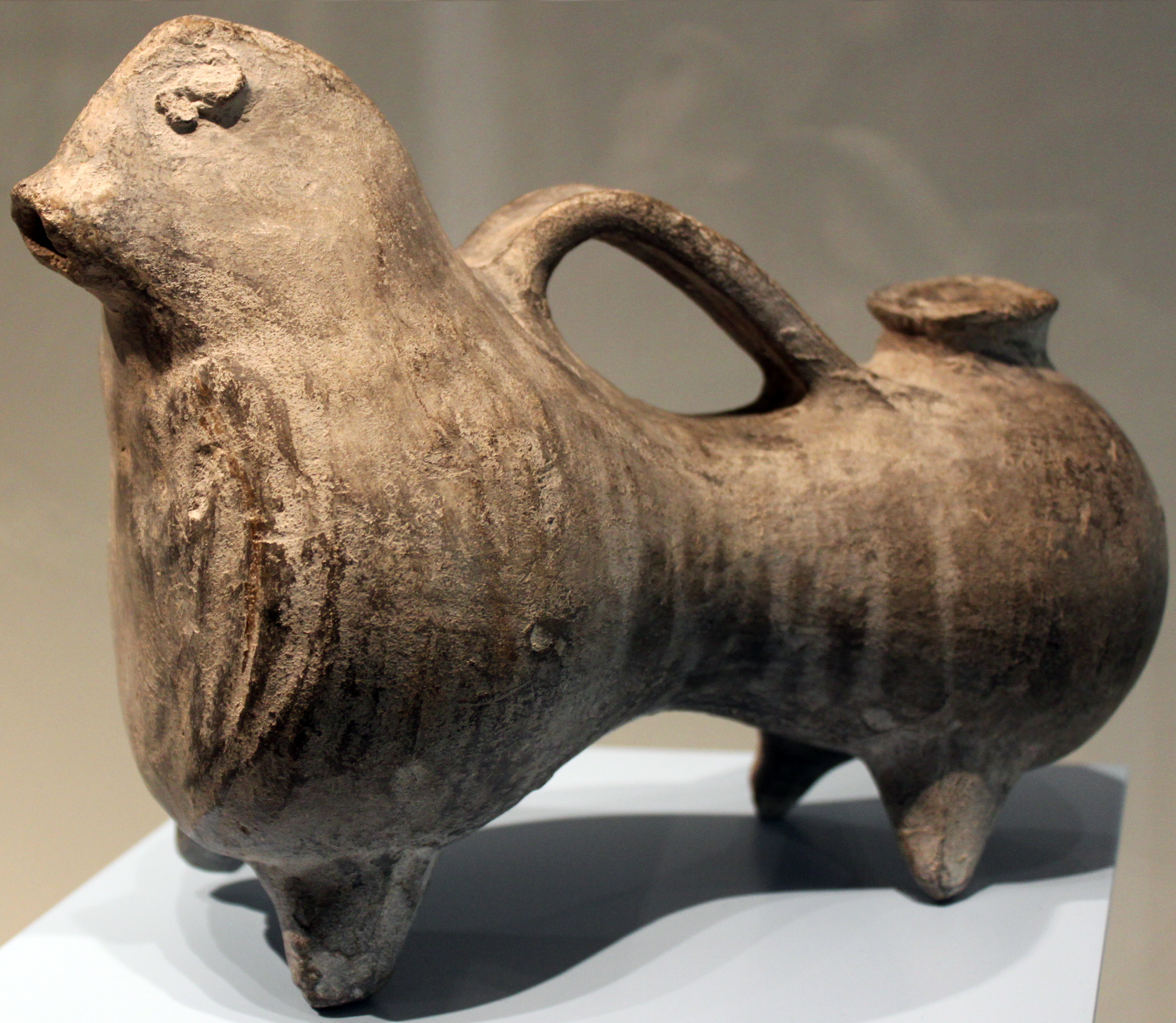
Tönernes Aquamanile, 14. Jahrhundert. Germanisches Nationalmuseum Nürnberg
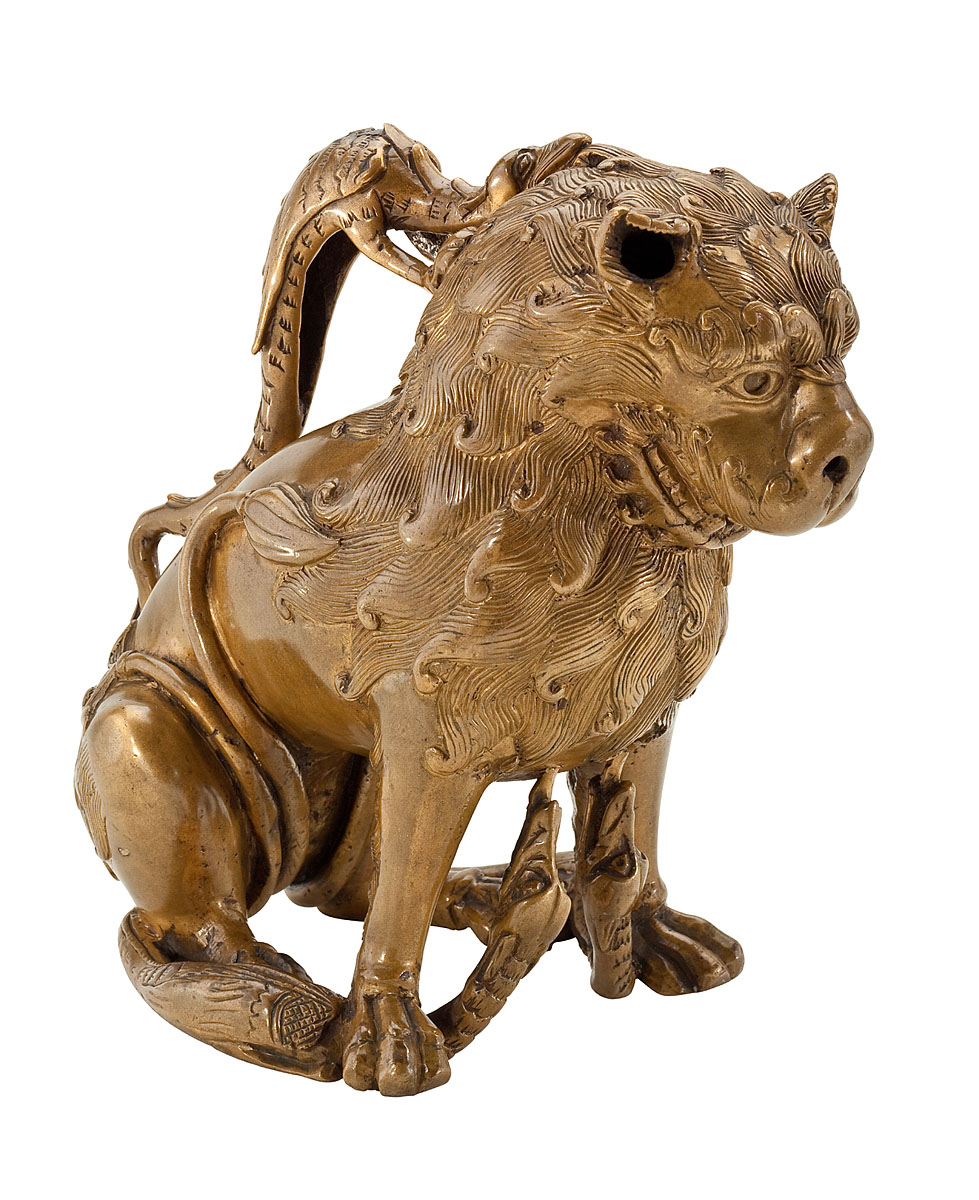
Löwen-Aquamanile, Norddeutschland, Anfang 13. Jahrhundert, Museum für Kunst und Gewerbe Hamburg

## Islamische Kunst
Persische Aquamanile existieren schon länger als jegliche zoomorphen Aquamanile, die bisher aus Europa bekannt sind. Ein iranisches (Abbasiden-Kalifat) Aquamanile in der Form eines Adlers ist das am frühesten datierende islamische Werk der Metallarbeit. Es datiert 180 d.H./796–797 n. Chr. Der Adler ist aus Bronze gegossen und mit Silber- und Kupfereinlagen verziert. Heute befindet er sich im Eremitage (Sankt Petersburg). Die genaue Herkunft des Werkes ist unbekannt und eine auf dem Gefäß angebrachte Inschrift gibt den Anstoß zu einer Vielzahl an Interpretationen. Eine Theorie besagt, dass das Aquamanile in Iraq oder Syrien gefertigt wurde, da die genutzte aufwendige Technik zur Verzierung mit Silber- und Kupfereinlagen zu dem Zeitpunkt der Fertigung nur in diesen Bereich bekannt war. Des Weiteren ist es möglich, dass das Aquamanile zu einem Zeitpunkt als Wetterfahne genutzt wurde. Dies wird aufgrund eines Loches zwischen den Krallen des Adlers angenommen, ist bisher allerdings nicht ausreichend belegt.

## Europa
Ursprungsbereich ist der Orient, durch Handel gelangten Aquamanile im frühen Mittelalter nach Europa und wurden assimiliert. Die ältesten Aquamanile hatten die Form eines menschlichen Kopfes, etwa ein Gefäß, welches im Aachener Dom aufbewahrt wird. In Westeuropa werden sie seit dem 12. Jahrhundert n. Chr. produziert. Ihre Blütezeit hatten sie im Hoch- und Spätmittelalter.
Im Kloster Wienhausen ist eine Malerei im Gewölbe erhalten auf welcher zu sehen ist, wie Jesus Christus vor Pontius Pilatus geführt wird. Es ist eine Szene aus dem Evangelium nach Matthäus dargestellt, in welcher Pontius Pilatus sich die Hände reinigt. Diese Reinigung geschieht in dieser Darstellung durch die Nutzung eines Aquamaniles in Form eines Löwen. Löwenfigurige-Aquamanile bilden den Großteil der in Europa bisher gefundenen Aquamanile. In ihrer Anfangszeit traten neben Löwenfiguren vor allem auch Fabelwesen wie Greifen, Sirenen (Mythologie), Drachen (Mythologie), Basilisken (Mythologie) und Kentauren auf.
Die zwei größten Sammlungen hoch- und spätmittelalterlicher Bronzeaquamanilien befinden sich im Dänischen Nationalmuseum in Kopenhagen, und im Germanischen Nationalmuseum in Nürnberg. Die im Germanischen Nationalmuseum ausgestellten Aquamanilien geben einen Überblick der formalen Entwicklung der Gattung und zur motivischen Vielfalt.